# Amata mochlotis
Amata mochlotis är en fjärilsart som beskrevs av Edward Meyrick 1886. Amata mochlotis ingår i släktet Amata och familjen björnspinnare. Inga underarter finns listade i Catalogue of Life.